# 藍黃梅鯛
藍黃梅鯛（学名：Caesio teres），又稱黃藍背烏尾鮗，俗名烏尾冬仔，為輻鰭魚綱鱸形目烏尾鮗科的其中一個種。

## 分布
本魚分布於印度西太平洋區，包括東非、馬達加斯加、模里西斯、塞席爾群島、馬爾地夫、斯里蘭卡、印度、安達曼海、緬甸、泰國、馬來西亞、印尼、越南、台灣、中國、日本、菲律賓、新幾內亞、新喀里多尼亞、澳洲、所羅門群島、密克羅尼西亞、馬里亞納群島、馬紹爾群島、斐濟群島、諾魯、萬納杜、吐瓦魯、薩摩亞群島、東加、吉里巴斯、夏威夷群島、萊恩群島等海域。

## 深度
水深5至50公尺。

## 特徵
本魚體表為鮮豔的藍色，腹部白色，但背側由背鰭斜向尾柄及尾鰭為鮮黃色，與下側之鮮藍色成明顯之對比；胸鰭基下有一三角形斑。背鰭硬棘10枚、軟條15枚；臀鰭硬棘3枚、軟條12枚。體長可達40公分。

## 生態
本魚多出現在珊瑚礁或岩礁上下之水域附近，四處游動，以便覓食水中之動物性浮游生物；多成群洄游，夜間分散各礁穴休息。

## 經濟利用
為美味的食用魚，可清蒸或紅燒。